# Euceros signicornis
Euceros signicornis är en stekelart som beskrevs av Barron 1978. Euceros signicornis ingår i släktet Euceros och familjen brokparasitsteklar. Inga underarter finns listade i Catalogue of Life.